# Yamaha SR 125
Die SR 125 ist ein Leichtkraftrad des japanischen Motorradherstellers Yamaha Motor, das von 1989 bis 2002 gebaut wurde. Die Bezeichnung „SR“ steht für „Single Road“. Die Gesamtlänge beträgt 2020 mm.
Ein Zylinder, Viertakter und Softchopper-Optik der frühen 1980er-Jahre waren die Merkmale der 1995 am deutschen Markt präsentierten SR 125. Das 12 PS starke Motorrad, das in dieser Form im Ausland schon seit Anfang der 1980er-Jahre verkauft wurde, war technisch weitgehend baugleich mit der Yamaha SR 250. Es hatte einen luftgekühlten Einzylinder-Viertaktmotor mit einer obenliegenden Nockenwelle (OHC) sowie ein Fünfganggetriebe. Der Chopper hat ein geringes Gewicht und eine niedrige Sitzhöhe.
Elektrostarter, abschließbarer Tankverschluss sowie Haupt- und Seitenständer und ein günstiger Einstandspreis machten die Yamaha SR 125 zum idealen Stadt- und Zweitfahrzeug, das sich vor allem auch bei Wiedereinsteigern großer Beliebtheit erfreute.

## Trivia
Der Motor der SR wurde auch im Modell TW 125 von Yamaha eingesetzt.

## Bilder

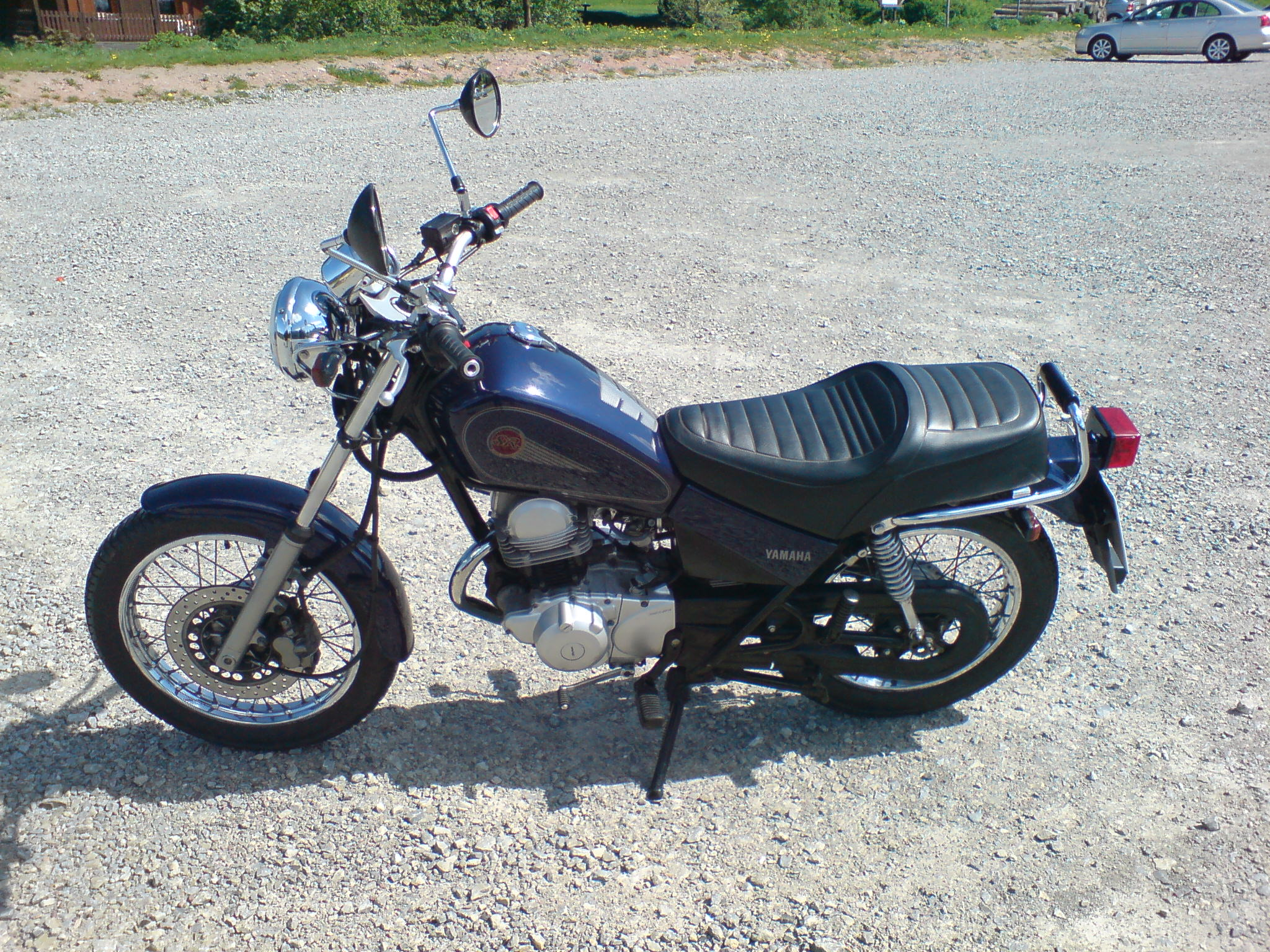
Yamaha SR 125, Seitenansicht
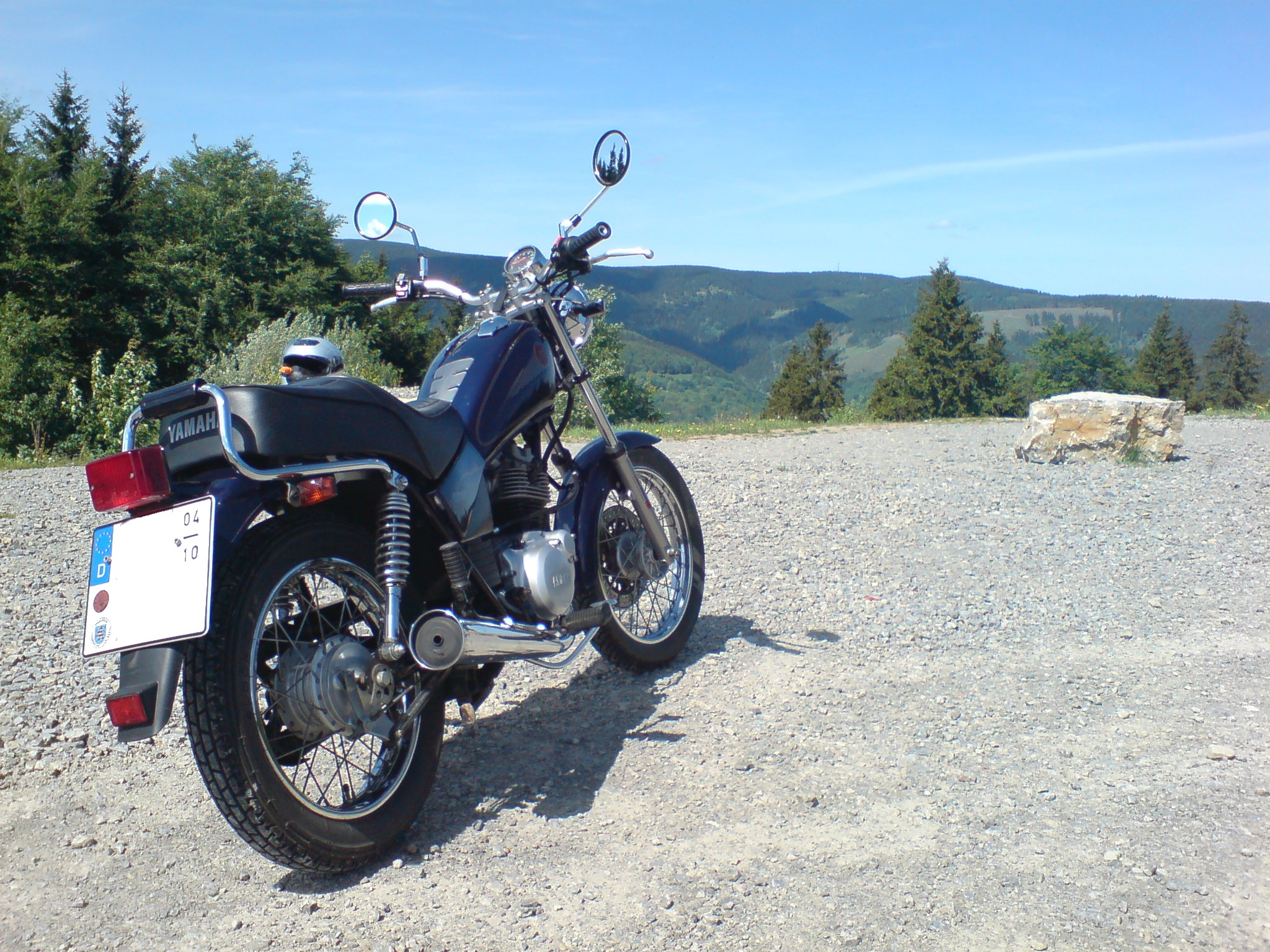
Yamaha SR, Ansicht des Heckbereichs
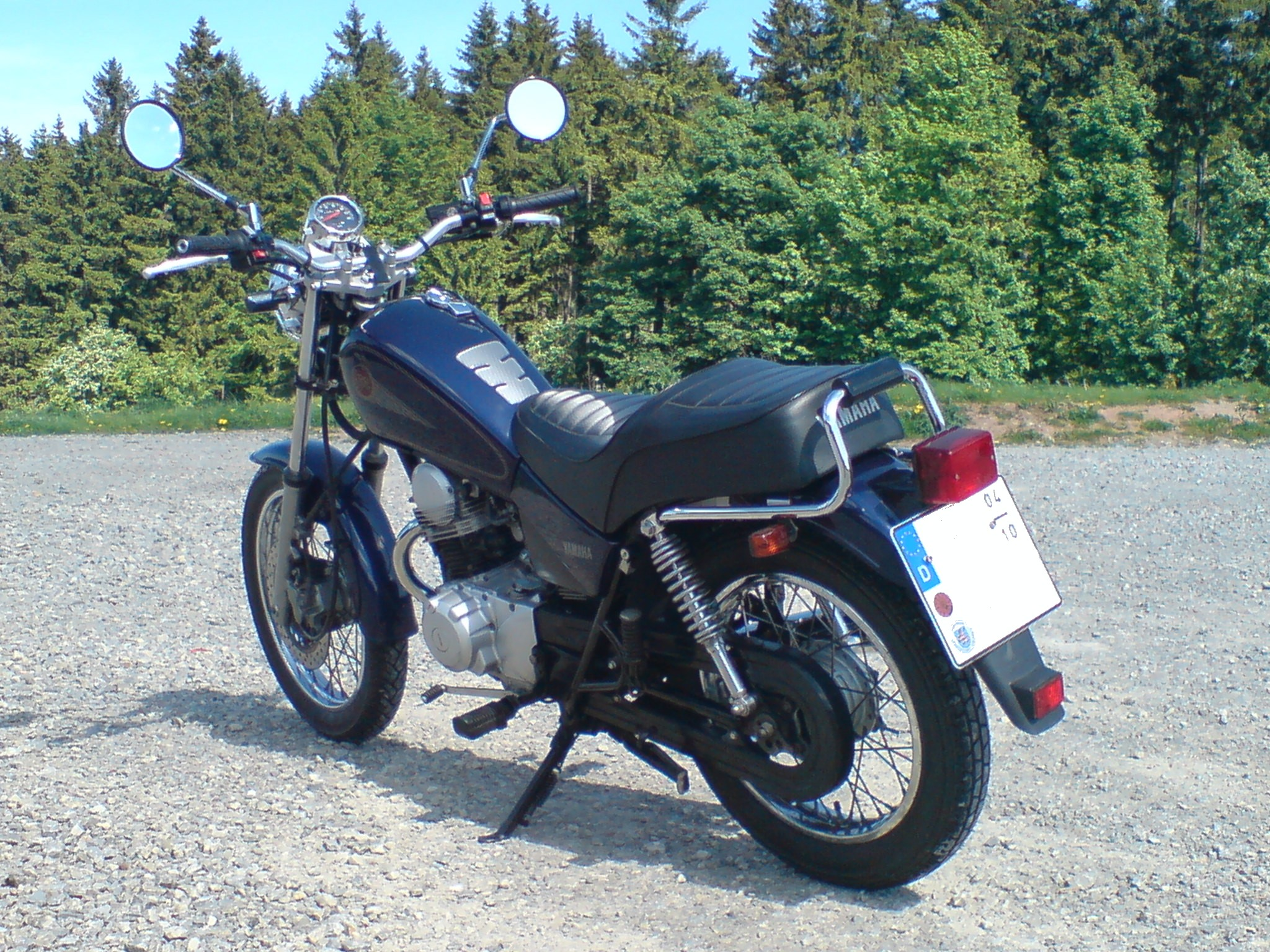
Yamaha SR 125, Heckansicht